# Crossodactylus aeneus
Espèce
Statut de conservation UICN

 DD  : Données insuffisantes
Crossodactylus aeneus est une espèce d'amphibiens de la famille des Hylodidae.

## Répartition
Cette espèce est endémique du Brésil. Elle se rencontre entre 800 et 1 200 m d'altitude dans les États de Rio de Janeiro et de São Paulo,.

## Publication originale
- Müller, 1924 : Neue Batrachier aus Ost-Brasilien. Senckenbergiana, vol. 6, no 5/6, p. 169-177.